# Aminata Traoré
Aminata Dramane Traoré (n. 26 iulie 1947, Bamako, Bamako Capital District⁠(d), Mali) este o scriitoare, politiciană și activistă politic maliană. A ocupat funcția de ministru al Culturii și Turismului din Mali între 1997 și 2000 și a lucrat, de asemenea, drept coordonator al Programului Națiunilor Unite pentru Dezvoltare. Este actualul coordonator al Forum pour l’autre Mali și coordonator asociat al Rețelei Internaționale pentru Diversitate Culturală și a fost ales în Consiliul de administrație al Serviciului Internațional de Presă în iulie 2005. Este membru al comitetului științific al Fundacion IDEAS, grupul de gândire al Partidului Socialist din Spania.

## Păreri
Traoré este un critic proeminent al globalizării și al politicilor economice ale celor mai dezvoltate națiuni. Mai exact, ea și-a exprimat opoziția față de subvenționarea fermierilor de bumbac de către țările occidentale, ceea ce lasă țările din Africa de Vest în dezavantaj în competiția pentru un loc pe piețele occidentale. Traoré este unul dintre semnatarii, sau membrii Grupului celor nouăsprezece, al Manifestului de la Porto Alegre, emis la Forumul Social Mondial din 2005.
Ea l-a apărat pe Ahmed Sékou Touré, președintele pentru o lungă perioadă de timp al Guineei vecine, spunând că reputația lui proastă în calitate de dictator și încercările sale de exterminare a Fulas din Fouta Djalon din Guineea s-au datorat propagandei și dezinformării.

## Lucrări publicate
- 1999 L'étau. L'Afrique dans un monde sans frontières. Babel Actes Sud.
- 2002 Le Viol de l'Imaginaire. Fayard/Actes Sud.
- 2005 Lettre au Président des Français à propos de la Côte d'Ivoire et de l'Afrique en général. Fayard.
- 2008 L'Afrique humiliée. Fayard.
- 2012 L'Afrique mutilée. Taama Editions.